# Saint-Rambert-d'Albon
Saint-Rambert-d'Albon é uma comuna francesa na região administrativa de Auvérnia-Ródano-Alpes, no departamento de Drôme. Estende-se por uma área de 13,41 km². Em 2010 a comuna tinha 6 706 habitantes (densidade: 500,1 hab./km²).